# Mariam Abou Zahab
Pour les articles homonymes, voir Zahab.
Marie-Pierre Walquemanne dite Mariam Abou Zahab après sa conversion à l’islam, née le 7 février 1952 à Hon-Hergies (Nord) et morte le 1er novembre 2017 à Paris-15e, est une chercheuse orientaliste française. Elle est chercheuse et professeure d'université.

## Biographie

### Jeunesse et études
Née le 7 février 1952 dans une petite commune du Nord, Hon-Hergies, à la frontière franco-belge, Marie-Pierre Walquemanne effectue ses études secondaires à Valenciennes. Une fois le baccalauréat obtenu, elle suit ses études supérieures à l'Institut d'études politiques de Paris (IEP), dont elle est diplômée en 1972, ainsi qu'à l'Institut national des langues et civilisations orientales (INALCO),. Elle est docteure en science politique.

### Parcours professionnel
Elle enseigne dans les établissements qu'elle a fréquenté lorsqu'elle était étudiante, à l'Institut d'études politiques de Paris (IEP), et à l'Institut national des langues et civilisations orientales (INALCO). Elle est chercheuse au Centre d'études et de recherches internationales (CERI) à Paris et collabore notamment aux Cahiers d'études sur la Méditerranée orientale et le monde turco-iranien (CEMOTI) sur des sujets relatifs à l'Afghanistan et au Pakistan contemporains. Parlant arabe, ourdou, persan, punjabi, elle est également connue pour ses ouvrages, ses articles mais aussi ses pérégrinations avec différents moyens (moto, dromadaire, à pied…) en Afghanistan, en Iran, au Pakistan, en Inde, etc. Elle s'est rendue au Bangladesh lors de l’appel d’André Malraux sur la situation dans ce pays. En 1975, elle est à Beyrouth, lorsqu'éclate la guerre du Liban. Convertie à la religion musulmane chiite, elle épouse à Damas Nazem Abou Zahab, dont elle conserve le nom après leur divorce.
Elle a apporté également son concours à l'organisation non-gouvernementale AFRANE,, au nom de laquelle elle a effectué, dans des conditions sécuritaires difficiles, à l'époque de l'invasion soviétique en Afghanistan, plusieurs missions d'aide aux populations civiles sinistrées.
Elle meurt début novembre 2017 et est enterrée au cimetière chiite de Nadjaf, en Irak,.

## Ouvrages
- Mariam Abou Zahab et Olivier Roy, Réseaux islamiques : la Connexion afghano-pakistanaise, coll. « CERI-Autrement », Éditions Autrement, 2002  (ISBN 978-2-74670239-4).
  - réédition en poche, Hachette-Littératures, collection Pluriel, 2004,  (ISBN 978-2-01279194-7).
  - en anglais sous le titre  Islamist Networks: The Afghan-Pakistan Connection, Columbia University Press, The CERI Series in Comparative Politics and International Studies, 2004  (ISBN 978-0-23113364-7).
- Mariam Abou Zahab, Pakistan A Kaleidoscope of Islam, ed. Christophe Jaffrelot, coll. Comparative Politics and International Studies, Hurst & Company, 2020  (ISBN 978-1-78738-322-7).